# Gregg Bissonette
Gregg Bissonette (Detroit, 9 giugno 1959) è un batterista statunitense, che vanta collaborazioni con Joe Satriani, Duran Duran, Vasco Rossi, David Lee Roth, Toto, Andy Summers e Ringo Starr.

## Biografia

### Gli inizi
Nasce in una famiglia molto appassionata di musica: il padre Bud suona la batteria (in seguito sarà il drum tech di Gregg per molti concerti), la madre Phyllis il pianoforte e il fratello Matt il basso (in futuro sarà anch'egli un noto musicista e suonerà con artisti come David Lee Roth, Joe Satriani, Shark Island).
Gregg inizia a suonare a 5 anni la batteria del padre (il quale gli diede anche lezioni), a 10 prese lezioni da un batterista chiamato Bob Yarborough, il quale gli impartì anche insegnamenti di solfeggio. Oltre alla batteria, studia anche la tromba presso il maestro Jim Ruffner. La sua principale influenza furono i Beatles e, rimasto affascinato dal suono di Ringo Starr, Gregg abbandonò la tromba per dedicarsi solamente alla batteria.
A 14 anni, lui e suo fratello Matt fondarono la loro prima band, i "Today's People", prendendo al contempo lezioni presso Myron MacDonald, un noto batterista di Detroit. Nel 1974 vinse una borsa di studio presso la "Interlochen School of Music" e, successivamente, con i suoi "Today's People" partecipò a vari tour nel Michigan con il gruppo del padre, i "The Buddy Blair Band".
Nel 1975, Bissonette divenne il batterista della "Warren Mott High School Jazz" band, e, l'anno successivo, fondò un altro gruppo, i "Grand Circus Park" con l'inseparabile fratello Matt, suonando cover di Beatles, Led Zeppelin, Chicago, Aerosmith e Eagles.

### La carriera
Per sfondare, Gregg e Matt si trasferirono a Los Angeles nel 1982. I due ebbero la fortuna di conoscere Maynard Ferguson, un trombettista da loro molto ammirato ed ebbero la possibilità di entrare nel suo gruppo (in esso troviamo anche il virtuoso bassista John Patitucci). Con lui, i fratelli Bissonette fecero un tour, documentato nel disco Live in San Francisco. In seguito, i due collaborarono anche con Gino Vannelli.
Nel 1985, Gregg entra nel gruppo di David Lee Roth, ex cantante dei Van Halen, assieme a Steve Vai alla chitarra, Billy Sheehan al basso e Brett Tuggle alle tastiere. Con Roth, incide dischi di successo come Eat 'Em and Smile e Skyscraper (nel relativo tour, suonò il fratello al posto di Sheehan).
Nel 1989, suonò con la "Buddy Rich Big Band" per il memoriale della morte del batterista Buddy Rich, (un'altra grande influenza di Gregg) alternandosi con altri grandi batteristi come Dennis Chambers e Louie Bellson. Successivamente, Gregg e Matt lavorarono con il guitar hero Joe Satriani per l'album The Extremist e suonarono nel seguente tour (da cui venne pubblicato il disco live Time Machine).
Nel 1995 sostituì Simon Phillips per un tour con i Toto e nel 1998 suonò con Don Henley, incidendo un disco, Inside Job.
Nel 2000, Gregg suona in Supernatural di Carlos Santana e nel decimo album dei Duran Duran (Pop Trash), successivamente, incide anche due dischi a suo nome, come l'omonimo Gregg Bissonette e Submarine. Quest'ultimo, il batterista lo dedicò ai Beatles, i suoi miti dall'infanzia, e venne inciso assieme al fratello e con vari chitarristi: Steve Vai, Frank Gambale, Robben Ford e Richie Kotzen.
Nel 2003 entrambi realizzarono uno dei loro sogni suonando con la band di Ringo Starr, suonando un tour negli USA.
La sua attività da turnista continua e, inoltre, si occupa nell'endorsment di batterie Dixon, piatti Zildjian, pelli Remo e bacchette Vic Firth.
Nel 2013 suona in diversi pezzi dell'album "Bondage" del chitarrista italiano Gianni De Chellis.

## Discografia
- Maynard Ferguson - Live in San Francisco
- Duran Duran - PopTrash
- Andy Summers - Synaesthesia
- Andy Summers - Last Dance with Mr. X
- David Lee Roth - Eat 'Em & Smile
- David Lee Roth - Skyscraper
- David Lee Roth - A Little Ain't Enough
- Matt Bissonette - Spot
- Joe Satriani - The Extremist
- Joe Satriani - Time Machine
- Joe Satriani - Joe Satriani
- Richie Kotzen - The Inner Galactic Fusion Experience
- Robin Zander - Robin Zander
- Brandon Fields - The Other Side of the Story
- Gary Hoey - Bug Alley
- Gary Hoey - Endless Summer II (soundtrack)
- Frank Gambale - Thunder From Down Under
- Steve Vai - Fire Garden
- George Lynch - Will Play for Food
- Steve Lukather - Luke
- Pat Boone - In a Metal Mood
- David Garfield - Tribute To Jeff Porcaro
- Buddy Rich - Burning for Buddy, Part 2
- Larry Carlton - The Gift
- 1998 - Gregg Bissonette - Gregg Bissonette
- Gregg Bissonette - Submarine
- Vasco Rossi - Gli spari sopra
- George Lynch - Guitar Slinger (2007)
- Docker's Guild - The Mystic Technocracy - Season 1: The Age of Ignorance (2012)
- Gianni De Chellis - Bondage (L’attesa, Blessed Relief, Karada, Experience) (2013) Etichetta MEK DEK – 99941 CD 001.